# Gerry Birrell
Gerry Birrell (ur. 30 lipca 1944 roku w Glasgow, zm. 23 czerwca 1973 roku w Rouen) – brytyjski kierowca wyścigowy.

## Kariera
Birrell rozpoczął międzynarodową karierę w wyścigach samochodowych w 1969 roku od startów w Europejskim Pucharze Formuły Ford. Uzbierane 34,5 punktu pozwoliło mu zdobyć tytuł mistrzowski. W późniejszych latach Brytyjczyk pojawiał się także w stawce Francuskiej Formuły 3, Brytyjskiej Formuły 3 BRSCC Motor Sport Shell, 12 H Paul Ricard, Formuły 2 Rothmans International Trophy, Swedish Gold Cup, Speed International Trophy, European Touring Car Championship, Europejskiej Formuły 2, Springbok Trophy Series, 24-godzinnego wyścigu Le Mans, Brytyjskiej Formuły 2 oraz Rothmans 50,000.
W Europejskiej Formule 2 Brytyjczyk startował w latach 1971-1973. W pierwszym sezonie startów z dorobkiem siedmiu punktów uplasował się na dwunastej pozycji w klasyfikacji generalnej. Dwa lata później uzbierane cztery punkty dały mu 21. miejsce w końcowej klasyfikacji kierowców.

## Śmierć
Birrell zginął w wypadku podczas treningu przed wyścigiem na torze Rouen-les-Essarts, zaliczanym do klasyfikacji generalnej Europejskiej Formuły 2.